# Ben Engel

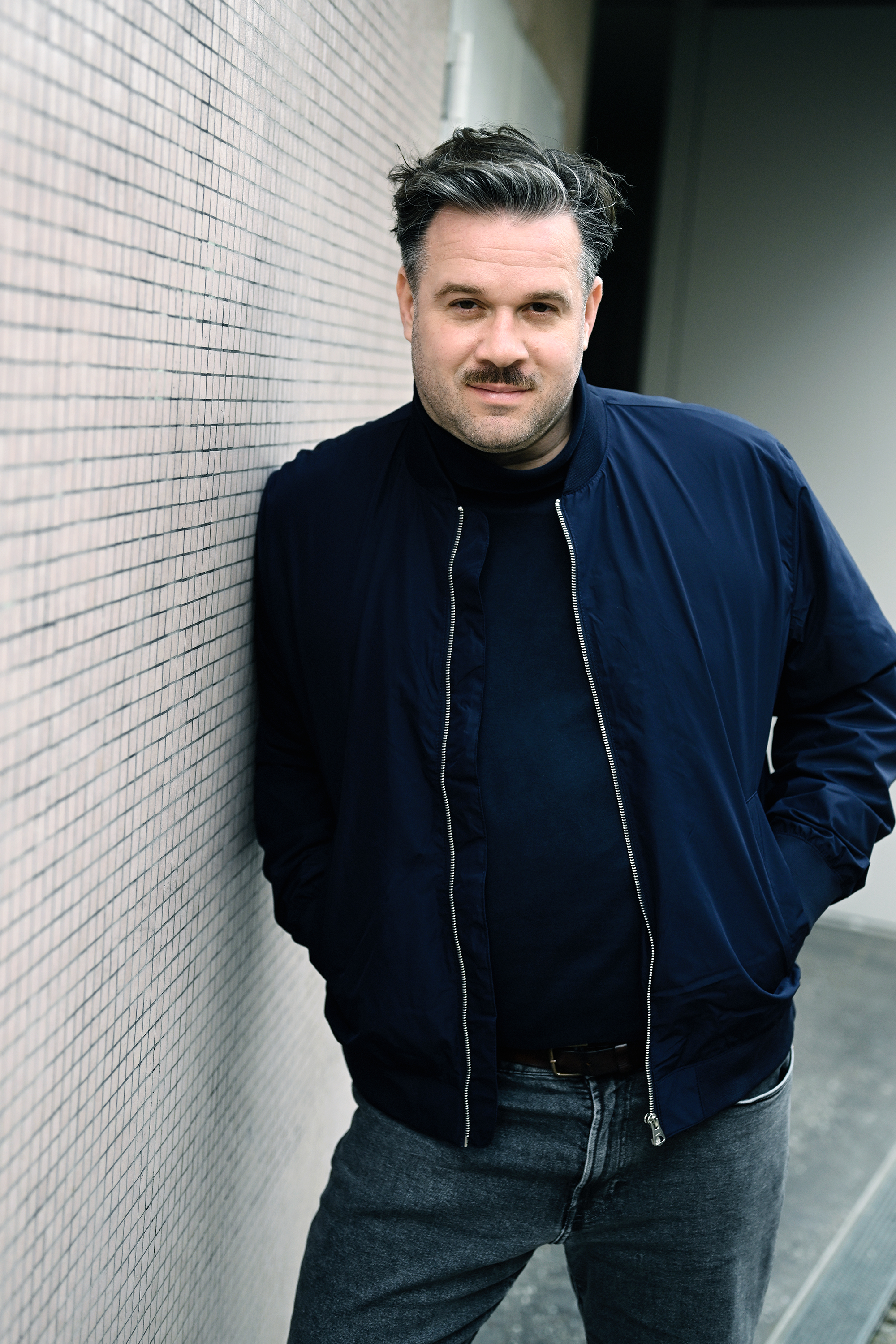
Ben Engel (2024)

Benjamin Nikolas Engel (* 23. Juli 1979 in West-Berlin) ist ein deutscher Schauspieler.

## Leben
Ben Engel wuchs in Berlin-Kreuzberg auf.
Nach dem Abitur studierte Engel Sprachwissenschaft und Sport an der HU Berlin. Während des Studiums sammelte er erste Schauspielerfahrungen bei der Impro-Theatergruppe Die Gorillas und in der Telenovela Anna und die Liebe. Das Studium brach er nach einigen Semestern ab, um an der Schauspielschule „art of acting“ zu studieren. 
Engel stand für zahlreiche Werbespots, Serien und Filme vor der Kamera und arbeitet mittlerweile auch als Synchronsprecher, Hörbuchsprecher und Hörspielsprecher. Im Jahr 2018 erlangte Engel erstmals größere Bekanntheit durch die Rolle des „Klaus Heck“ im Hauptcast der Daily Soap Freundinnen – Jetzt erst recht.
Ben Engel lebt derzeit in Berlin-Prenzlauer Berg.

## Filmografie (Auswahl)
- 2008–2009: Anna und die Liebe
- 2015: Mila
- 2018: Freundinnen – Jetzt erst recht
- 2019: SOKO Potsdam (Fernsehserie, Folge Selbstmordbaum)
- 2020: Herr und Frau Bulle: Alles auf Tod
- 2021: GZSZ
- 2022: Ze Network
- 2023: Wolfswinkel
- 2024: Dr. Nice